# Сюч, Корнель
Корнель Сюч (венг. Szűcs Kornél; 24 сентября 2001, Мишкольц, Венгрия) — венгерский футболист, защитник английского клуба «Плимут Аргайл» и сборной Венгрии.

## Клубная карьера
30 мая 2020 года Сюч сыграл свой первый матч за «Диошдьёр» в матче против «Мезёкёвешда» в чемпионате Венгрии, завершившемся победой со счётом 1:0. После своего первого матча он сразу же стал лучшим игроком тура.
В июне 2023 года было объявлено о переходе в «Кечкемет».
5 августа 2024 года Сюч подписал контракт с клубом Чемпионшипа «Плимут Аргайл».